# Aus Greidanus jr.
Pour les articles homonymes, voir Greidanus.
 (février 2019).
Si vous disposez d'ouvrages ou d'articles de référence ou si vous connaissez des sites web de qualité traitant du thème abordé ici, merci de compléter l'article en donnant les références utiles à sa vérifiabilité et en les liant à la section « Notes et références ».
Aus Greidanus jr., né le 9 avril 1975 aux Pays-Bas,, est un acteur néerlandais.

## Filmographie

### Cinéma et téléfilms
- 1991 : Goede tijden, slechte tijden : Ted
- 1991-1995 : 12 steden, 13 ongelukken (nl) : Deux rôles (Floris van Zuylen et Pete
- 1992 : Oppassen!!! (nl) : Joris Buys
- 1995 : De Tasjesdief (nl) : Lucas
- 1996 : Hugo : Hugo
- 1998 : Combat : Peter Bouwhuis
- 1999 : Baantjer : Jan Masaryk
- 2001 : De Acteurs : Huub
- 2001 : Storm in mijn hoofd (nl) : Trois rôles (Puck, Tuit et Hans Terborg)
- 2001 : Bilocativ : Nemesis
- 2005 : Keyzer & De Boer Advocaten : Luuk de Groot
- 2005 : M. de Fontgibu & de plumpudding : Emile Deschamps
- 2007 : La vie est un songe : Sigismund
- 2009 : Vuurzee (nl) : Carl
- 2009 : Flikken Maastricht : Stace Lam
- 2009 : Amsterdam : Sjaak
- 2010 : Bellicher; De Macht van meneer Miller (nl) : Pepijn Wildbredt
- 2011 : Broeders : Sieger jr.
- 2016 : Land van Lubbers (nl) : Onno Ruding
- 2016 : Vlucht HS13 (nl) : Deux rôles (Ronald Zwiers et L'inspecteur en chef)
- 2018 : Flikken Rotterdam (nl) : Karel Wagenaar
- 2019 : Het irritante eiland (nl) : Le maire au Moyen Âge

## Vie privée
Il est le fils de l'acteur Aus Greidanus et l'actrice Sacha Bulthuis. Il est le frère de l'actrice Pauline Greidanus. Il est le demi-frère de l'acteur Kay Greidanus.